# Mantorville
Mantorville è una città degli Stati Uniti d'America, situata in Minnesota, nella contea di Dodge, della quale è il capoluogo.